# Carinomella lactea
Carinomella lactea är en djurart som tillhör fylumet slemmaskar, och som beskrevs av Ernest F. Coe 1905. Carinomella lactea ingår i släktet Carinomella och familjen Carinomidae. Inga underarter finns listade i Catalogue of Life.